# 12 Szczep „Preria” ZHP
ZHP 12 Szczep „Preria” im. gen. Roberta Baden-Powella – szczep działający  w Chorągwi Krakowskiej w  hufcu Kraków-Podgórze. Działa w ramach organizacji Związku Harcerstwa Polskiego.

## Historia
Początki Szczepu „Preria” wiążą się z  drużyną harcerską założoną w 1987 przez pwd. Ryszarda Koptę działającą w 6 Szczepie „Brzask”.  Drużyna początkowo działała przy SP 41 w Krakowie, ale rok później jej działalność przeniesiona została do SP 148. Kolejnymi drużynowymi byli: phm. Dagmara Hojny, hm. Paweł Grabka HR (który doprowadził do usamodzielnienia drużyny i wystąpienia jej ze szczepu w lipcu 1992). 11 listopada 1992 drużyna otrzymała nowe barwy i numer 12 oraz nadano jej imię gen. Roberta Baden-Powella. W 1999 powstały trzy nowe drużyny, natomiast 1 lutego 1999 na mocy  porozumienia drużyn wchodzących w skład „Prerii” powołano 12 Szczep „Preria” im. gen. Roberta Baden-Powella. 22 lutego tego samego roku zatwierdzono postanowienie poprzez rozkaz Komendanta Hufca. Komendantem Szczepu został hm. Paweł Grabka i prowadził szczep do 2010 roku, dopóki na nowego komendanta nie mianowano phm. Adama Bałasa.
W 2007 roku szczep obchodził swoje dwudziestolecie, kiedy to otrzymał swój sztandar.

## Drużyny
W ramach 12 Szczepu „Preria” działają dwie gromady zuchowe, dwie drużyny harcerskie i dwie starszoharcerskie:
| Drużyna                 | Obecny drużynowy          |
| ----------------------- | ------------------------- |
| 12PgGZ "Dzieci Prerii"  | dh. Patrycja Braś         |
| 21PgGZ "Dzieci Prerii"  | pwd. Paulina Grabka HO    |
| 12PgDH "Airerp"         | pwd. Maja Korczyńska HO   |
| 21PgDH "Czarne kowboje" | dh. Weronika Morawska HO  |
| 12PgDH "Preria"         | phm. Adam Bałas HR        |
| 121 PgDSh "Szlak Łez"   | pwd. Sebastian Dudziak HO |

## Obrzędowość
Obrzędowość szczepu nawiązuje do Indian.  Zwyczaj mówi, że zwołując Radę Starszych, która wydać ma osąd nad jakąś sprawą należy położyć, przed rozpoczęciem na końcu zbiórki pieśni na pożegnanie, jeden z tomahawków wiszących w harcówce w kręgu. Innym sposobem zwoływania Rady jest pięciokrotne uderzenie w bęben szamański. Po zakończeniu osądu, na znak zakończenia Rady, odwiesza się tomahawk.
Złożenie przyrzeczenia harcerskiego również wiąże się z obrzędowością szczepu. Do rytuału dopuszczony jest jedynie ten, kto pomyślnie przeszedł „próbę wojownika” i jego kandydatura zostanie zatwierdzona przez Wielki Wigwam. Dopuszczony pretendent jest budzony przez dwóch wojowników w strojach rytualnych pomalowanych w barwy wojenne. Nakazuje się mu ubrać mundur i odprowadza się go do Świętego Miejsca Spoczynku Monitu. Wszyscy kandydaci przejść muszą próbę odwagi, nim dopuszczeni zostaną do złożenia przyrzeczenia, które odbywa się zawsze dwanaście minut po północy. Podczas ceremonii należy wybrać swego „ojca chrzestnego” poprzez wbicie noża przed nim. Po złożeniu przyrzeczenia wszyscy, jako pełnoprawni wojownicy, wpisani są do Wielkiej Księgi.